# Îles Vierges des États-Unis aux Jeux olympiques d'été de 1988
Les Îles Vierges des États-Unis participent aux Jeux olympiques d'été de 1988 à Séoul. C'est la première fois qu'un athlète est médaillé avec la médaille d'argent gagné par Peter Holmberg en voile.

## Liste des médaillés

### Médailles d'Or
| Sport            | Discipline | Sportifs | Performance |
| Médailles d'or : |            |          |             |

### Médailles d'Argent
| Sport                | Discipline | Sportifs       | Performance |
| Médailles d'argent : |            |                |             |
| Voile                | Finn       | Peter Holmberg | 80.4 points |

### Médailles de Bronze
| Sport                 | Discipline | Sportifs | Performance |
| Médailles de bronze : |            |          |             |